# La Conquista (opéra)
La Conquista (également connu sous le titre de Montezuma) est un opéra en deux actes de Lorenzo Ferrero sur un livret en trois langues par le compositeur et Frances Karttunen, basé sur une idée dramatique de Alessandro Baricco. Il représente les principaux épisodes de la conquête espagnole de l'empire aztèque en 1521 et la destruction de la civilisation aztèque qui s'est ensuivie.

## Description
Le livret (en anglais, espagnol et nahuatl) est un mélange de sources historiques et littéraires de la littérature autochtone et européenne, maintenues, à quelques exceptions près, dans leur langue originale. Les textes sont tirés de la Histoire véridique de la conquête de la Nouvelle-Espagne de Bernal Díaz del Castillo, du livre XII du Codex de Florence, des œuvres de Juan Boscán, Bernardino de Sahagún, Lope de Vega, Heinrich Heine, et par des prières, des chants et poèmes aztèques recueillis dans les Cantares Mexicanos et les Romances de los señores de Nueva España. Conquista est un mot espagnol et portugais signifiant « conquête ».
Le langage musical contient très peu d'influences ethniques, mais l'utilisation du Nahuatl, caractérisé par la distinction entre voyelles longues et courtes, impose un rythme spécifique aux parties vocales. 

## Création
La première, mise en scène par Nicholas Muni et sous la direction de Zbyněk Müller, a eu lieu au Théâtre national de Prague le 12 mars 2005 :
- Moctezuma, tlatoani de Mexico-Tenochtitlan : Jozef Kundlák (ténor)
- Hernán Cortés, conquistador espagnol : Ivan Kusnjer (baryton)
- Bartolomé de Olmedo, moine mercédaire : Jiři Kalendovský (basse)
- Pedro de Alvarado, conquistador espagnol : Jaroslav Březina (ténor)
- Doña Marina, interprète et intermédiaire de Cortés : Radka Fišarová (chanteuse pop/rock/folk)

Aztèques, soldats, chœur et danseurs.
- Chef d’orchestre : Zbyněk Müller

## Argument
L'action se déroule dans le campement de Cortéz près de Villa Rica de la Vera Cruz et à Mexico-Tenochtitlan, entre 1519 et 1521.

### Acte I
Les chroniques aztèques prophétisent des catastrophes pendant les années qui précédent l'arrivée des Espagnols. Un jour, la prière de l'empereur Moctezuma dans le temple est interrompue par l'arrivée d'un groupe de messagers apportant les nouvelles du débarquement des Espagnols sur la côte du Golfe. Moctezuma est visiblement inquiet et exige des hommes de garder le secret. L'empereur offre un sacrifice aux dieux et un prêtre asperge avec le sang de la victime les messagers qui sont renvoyés avec un message et de nombreux cadeaux pour les nouveaux arrivés. Resté seul, Moctezuma se pose des questions sur l'avenir incertain.
Dans la ville de Mexico contemporaine, une femme nommée Marina a des rêves étranges qui évoquent un passé lointain. Elle décide de se confronter à ses cauchemars récurrents.
Les émissaires de Montezuma arrivent au campement de Cortés et de ses compagnons et présentent leurs cadeaux. Les soldats les emprisonnent et leur font peur en tirant des coups de feu en l'air. Alvarado et Cortés discutent sur les priorités de la conquête, s'il faut préférer la recherche de l’or ou l'évangélisation des peuples autochtones. Lorsque Cortés tente de forcer un aztèque à adorer la croix, le père Olmedo s’oppose à une telle violence et renvoie la délégation. Cortés ordonne à Alvarado de couler le navire comme une mesure de précaution contre la mutinerie. En regardant les navires brûler, Cortés se plaint que l'Espagne marâtre ignore ses fils fidèles, qui portent au roi « des terres infinies » et à Dieu « d'innombrables âmes ». Pendant l'incendie, Marina et Cortés se rencontrent. Elle exprime ses pensées contradictoires sur la rencontre avec cet homme étrange.
Cortés conduit ses troupes à l'intérieur vers Tenochtitlan. Les conquistadors dépassent des montagnes inaccessibles, et après un long voyage plein d'affrontements avec les tribus locales, ils atteignent Paso de Cortés surplombant la Vallée de Mexico, jetant « un premier regard sur des choses jamais entendues, vues ou rêvées auparavant ».

### Acte II
Toutes les tentatives de dissuader Cortés d'atteindre Tenochtitlan ont échoué. Montezuma et Cortés se rencontrent sur la grande chaussée menant à la capitale. En venant de directions opposées, avec un long et complexe cérémonial, le cortège de Montezuma et l'armée de Cortés se rencontrent. L'empereur habille Cortés des fleurs de son jardin, le plus grand honneur qui puisse être accordé. À son tour, Cortés tente de l'embrasser, mais il est retenu par un courtier. Marina est à la fois à l'extérieur et à l'intérieur de la scène. Elle pantomime la traduction de la conversation, que sa voix décrit hors-scène. Finalement, Moctezuma invite les Espagnols à entrer dans la ville.
Pendant l'absence de Cortés et profitant des cérémonies religieuses aztèques au Templo Major, Alvarado et ses hommes les massacrent. Cortés, loin de là, pense, écrit, prie, mais n’arrive pas à prendre une décision définitive. Les nouvelles du massacre l’atteignent et il décide de revenir à Tenochtitlan. Dans la petite chambre où il est retenu prisonnier, Moctezuma tente de répondre à la question « Pourquoi? » Gravement blessé, mourant, il craint pour le destin futur de son pays et de son peuple, mais la question persiste.
Les Aztèques se révoltent et chassent temporairement les envahisseurs. Pendant la retraite, il y a beaucoup de victimes parmi les Espagnols. Marina erre parmi les victimes. Son rêve est maintenant clair: c’est la fin d'un monde, l'un des nombreux mondes possibles, l'un des nombreux rêves possibles. La date 1 cōātl de l’an 3 calli écrite en symboles aztèques se transforme en système de numération occidental: 13 août, 1521.

## Airs et extraits
L’opéra a été précédé par six poèmes symphoniques intitulés La Nueva España. Écrit entre 1990 et 1999, le cycle suit l'ordre chronologique des événements historiques: 1. Presagios, 2. Memoria del fuego, 3. La ruta de Cortés, 4. El encuentro, 5. La matanza del Templo Mayor, et 6. La noche triste. 

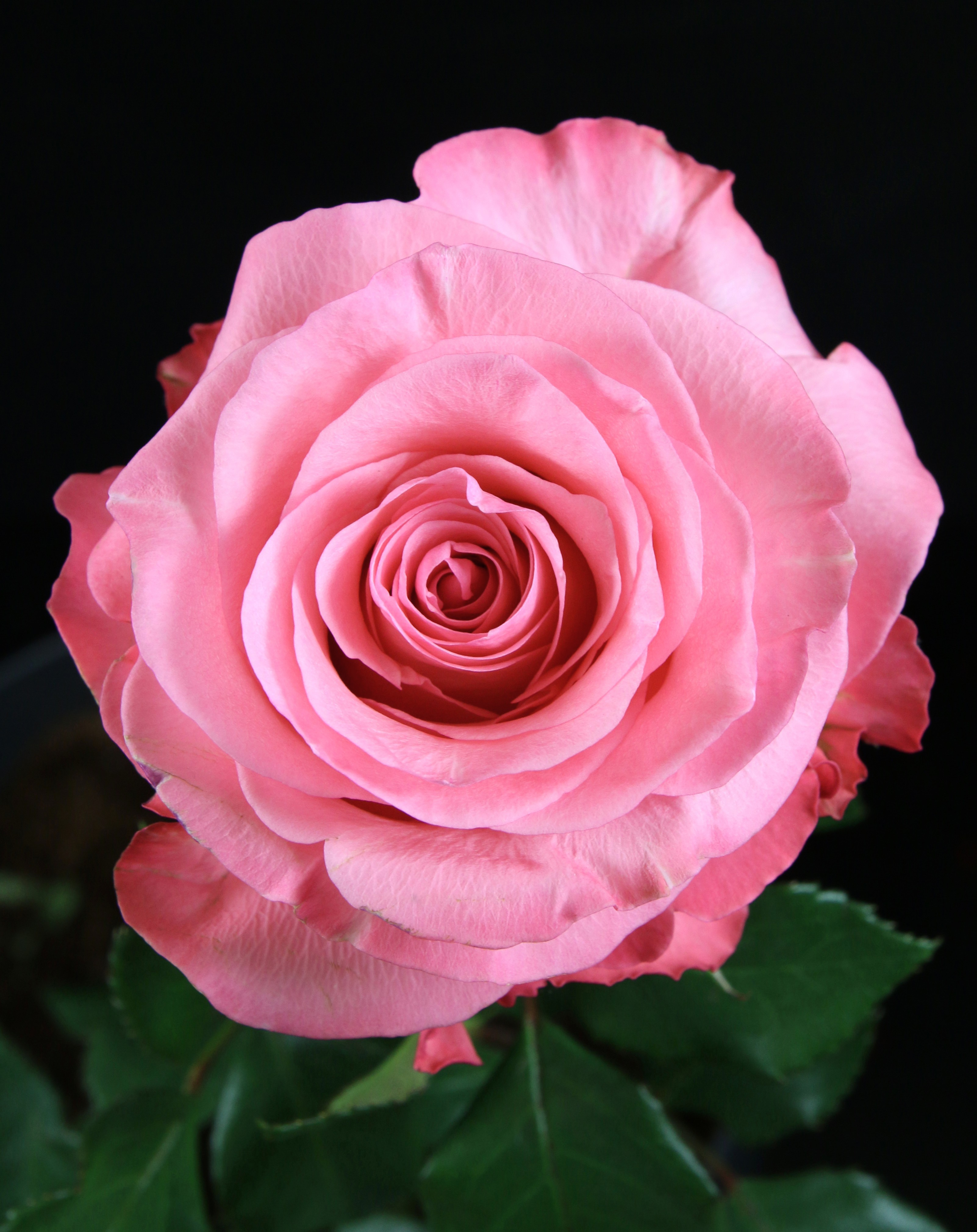
Rosa Conquista

## Postérité
La Nueva España a été enregistrée par Naxos et publiée en 2000.
Une suite symphonique et chorale a été jouée au festival Settembre Musica de Turin le 7 septembre 2006, par l’orchestre et le chœur du Teatro Regio de Turin, sous la direction de Jan Latham-Koenig.
En 2014, une variété de rose, « Conquista », est nommé d'après cet opéra.